# A-licenstræner
A-licensen er næsthøjeste licens i træneruddannelses systemet indenfor fodbold. Sidste niveau er DBU P-træner-uddannelse, som via en bestået eksamen udløser DBUs/UEFAs højeste opnåelige licens: Pro-licensen.

## Fakta om DBU's træneruddannelse
Er opdelt i 4 niveauer:
- DBU Pro-træner (UEFAs højeste uddannelse)
- A-træner (Elitetræner)
- B-træner (Andet niveau)
- C-træner (Første niveau)

Alle DBUs træneruddannelser svarer til de internationale standarder fastsat af UEFA.